# 良禅
良禅（りょうぜん、永承3年（1048年） - 保延5年2月21日（1139年3月22日））は、平安時代後期の真言宗の僧。俗姓は阪上氏。紀伊国那賀郡の出身。
11歳より高野山任尊に師事。寛治2年（1088年）に明算より灌頂を受ける。永久3年（1115年）に第22世高野山検校に就任し、堂塔の建立や修営に努めた。弟子に行慧・琳賢・日禅・教覚・兼賢など。
| スタブアイコン | サブスタブ | この項目は、まだ閲覧者の調べものの参照としては役立たない、人物に関連した書きかけの項目です。この項目を加筆・訂正などしてくださる協力者を求めています（P:人物伝/PJ:人物伝）。 |